# كلمة (تصوف)
- الكلمة عند أهل الحق: ما يكنى به عن كل واحدة من الماهيات والأعيان بالكلمة المعنوية، والغيبية، والخارجية بالكلمة الوجودية، والمجردات بالمفارقات.[1]
- كلمة الحضرة: إشارة إلى قوله كن، فهي صورة الإرادة الكلية.